# Gauliga Sachsen
Gauliga Sachsen byla jedna z mnoha skupin Gauligy, nejvyšší fotbalové soutěže na území Německa v letech 1933 – 1945. Gauliga byla vytvořena v roce 1933 na popud nacistického vedení. Pořádala se na území Saska. Vítězové jednotlivých skupin Gauligy postupovali do celostátní soutěže, která trvala necelý měsíc, v níž se kluby utkávaly vyřazovacím způsobem.
Zanikla v roce 1945 po pádu nacistického Německa. Po jeho zániku bylo území Gauligy Sachsen začleněno pod východoněmeckou Oberligu.

## Nejlepší kluby v historii - podle počtu titulů
Zdroj: 
| Vítězové nejvyšší ligové soutěže |        |                                    |
| Klub                             | Tituly | Vítězné ročníky                    |
| Dresdner SC                      | 6      | 1934, 1939, 1940, 1941, 1943, 1944 |
| Chemnitzer PSV                   | 2      | 1935, 1936                         |
| BC Hartha                        | 2      | 1937, 1938                         |
| Planitzer SC                     | 1      | 1942                               |

## Vítězové jednotlivých ročníků
Zdroj: 
| Gauliga Sachsen (1933 – 1945)                                                                            |                    |                                 |                 |
| Ročník                                                                                                   | Vítěz Gauligy      | Umístění v německém mistrovství | Německý mistr   |
| 1933 – 1934                                                                                              | Dresdner SC (1)    | Skupina D (2. místo)            | FC Schalke 04   |
| 1934 – 1935                                                                                              | Chemnitzer PSV (1) | Semifinále                      | FC Schalke 04   |
| 1935 – 1936                                                                                              | Chemnitzer PSV (2) | Skupina A (2. místo)            | 1. FC Norimberk |
| 1936 – 1937                                                                                              | BC Hartha (1)      | Skupina A (2. místo)            | FC Schalke 04   |
| 1937 – 1938                                                                                              | BC Hartha (2)      | Skupina C (2. místo)            | Hannover 96     |
| 1938 – 1939                                                                                              | Dresdner SC (2)    | Semifinále                      | FC Schalke 04   |
| 1939 – 1940                                                                                              | Dresdner SC (3)    | Finále                          | FC Schalke 04   |
| 1940 – 1941                                                                                              | Dresdner SC (4)    | 3. místo                        | SK Rapid Wien   |
| 1941 – 1942                                                                                              | Planitzer SC (1)   | Čtvrtfinále                     | FC Schalke 04   |
| 1942 – 1943                                                                                              | Dresdner SC (5)    | Vítěz                           | Dresdner SC     |
| 1943 – 1944                                                                                              | Dresdner SC (6)    | Vítěz                           | Dresdner SC     |
| • Gauliga byla v sezóně 1944/45 zrušena, a to kvůli přesunutí bojů druhé světové války na území Německa. |                    |                                 |                 |